# Doxomysis quadrispinosa
Doxomysis quadrispinosa är en kräftdjursart som först beskrevs av Illig 1906.  Doxomysis quadrispinosa ingår i släktet Doxomysis och familjen Mysidae. Inga underarter finns listade i Catalogue of Life.